# Sveti Jernej, Slovenske Konjice
Sveti Jernej je naselje v Občini Slovenske Konjice.

## Poimenovanja
Do leta 1955 se je naselje imenovalo Sv. Jernej pri Ločah, nato pa Jernej pri Ločah. Sedanje ime so naselju vrnili leta 1999.

## Opis
Razloženo naselje z obcestnim jedrom sredi Dravinjskih goric se nahaja na slemenu med dolino reke Dravinje na zahodu in potoka Ličence na vzhodu. Središče je ob župnijski cerkvi sv. Jerneja iz začetka 15. stoletja, ki stoji na najvišji razgledni točki. Južno od jedra sta zaselka Marinska vas in Stransko.